# Caucas occidental
El Caucas occidental és la regió més a l'oest del Caucas, des de la mar Negra fins a la muntanya Elbrús. Situat a 50 km al nord de la ciutat russa de Sotxi, inclou l'extrem occidental de les muntanyes del Caucas. Està inscrit a la llista del Patrimoni de la Humanitat de la UNESCO des del 1999.
Els especialistes de la UNESCO van establir que era l'única àrea muntanyosa d'Europa que no ha experimentat un impacte significatiu de l'activitat humana. El seu hàbitat és excepcionalment variat per la petita grandària de la zona, que hi varia des de les terres baixes fins als cims coberts de glaceres.